# Верховка
Верхо́вка, или обыкнове́нная верхо́вка, или овся́нка (лат. Leucaspius delineatus) — вид лучепёрых рыб из семейства карповых, единственный представитель рода Leucaspius.

## Биологическое описание
Достигает длины 8—9 см, чаще 6 см. Тело умеренно длинное, сжатое с боков. Окраска спины бледно-зеленоватая, бока — ярко-серебристые. Все плавники бесцветные. Вдоль боков, особенно в задней части тела, тянется слегка голубоватая полоска. Живёт до 5 лет. Половая зрелость наступает на втором году жизни. Нерест порционный, начинается во второй половине мая — июне.
Держится стайками. Днём плавает у поверхности, питаясь воздушными насекомыми, ночью опускается на глубину и поедает зоопланктон. Также питается икрой рыб. При испуге выпрыгивает из воды.

## Распространение
Обитает в реках Европы: бассейны Рейна, Дуная, Днепра, Припяти, Волги, Западной Двины, Немана и других. Есть в некоторых озерах бассейнов Онеги и Северной Двины, в реках Северного Кавказа.
Многочисленный вид. Из-за своих малых размеров верховка, как и пескарь, никакой промысловой ценности не представляет, при этом является кормовой базой для многих хищных видов рыб.
На юге ареала образует очень близкую местную форму — кавказскую верховку.